# Аношинка
Ано́шинка — деревня в Дмитровском районе Орловской области. Входит в состав Друженского сельского поселения.
Население — 47 человек (2010 год).

## География
Расположена в 4 км к северо-западу от Дмитровска на правом берегу ручья Пригонь, притока Неруссы. К северу от деревни находится урочище Кудрявское, к востоку — урочище Рубленский Отрезок. Высота населённого пункта над уровнем моря — 213 м.

## История
По данным 10-й ревизии 1858 года подпоручице Анне Александровне Микульшиной в Аношинке принадлежало 12 крестьян и 24 дворовых мужского пола.
В 1866 году в бывшей владельческой деревне Аношинке было 9 дворов, проживало 74 человека (38 мужского пола и 36 женского). Население Аношинки было приписано к приходу Троицкого собора города Дмитровска. Деревня входила в состав Волконской волости Дмитровского уезда Орловской губернии.
В 1894 году в Аношинке было 17 дворов, проживало 134 человека. В то время деревня была имением помещицы Микульшиной. В начале XX века землёй в Аношинке владели следующие помещики: граф Орлов-Давыдов, З. С. Ильина, С. Н. Кудрявцев, А. И. и Е. А. Моревские, А. И. Плотников. В то время здесь находились лесная дача и контора. По фамилии помещика Кудрявцева получил название лесной массив к северу от деревни — урочище Кудрявское.
После установления советской власти на базе имения С. Н. Кудрявцева был создан совхоз Аношинский. В 1926 году в деревне было 39 дворов, проживало 208 человек (97 мужского пола и 111 женского). В то время Аношинка входила в состав Рублинского сельсовета Волконской волости Дмитровского уезда. В то время совхоз Аношинский выделялся в отдельный населённый пункт. В нём числилось 6 хозяйств (в том числе 1 крестьянского типа) и 7 жителей (5 мужского пола и 2 женского). С 1928 года Аношинка в составе Дмитровского района. В 1937 году в деревне было 45 дворов, действовала школа. Во время Великой Отечественной войны, с октября 1941 года по август 1943 года, находилась в зоне немецко-фашистской оккупации. Перед захватом немцами Дмитровска, в октябре 1941 года, к Аношинке была подведена значительная группа сил противника: 1000 автомашин, тяжёлая артиллерия и артиллерия большой мощности, 12 танков. По состоянию на 1945 год в деревне действовал колхоз имени Будённого.
В 1956 году Аношинку посетила этнографическая экспедиция. Её участники выяснили, что старинную народную одежду местные крестьянки перестали носить в 1930-х годах, но большое количество рубах, передников, понёв, полотенец, украшенных ткаными и вышитыми узорами, ещё хранилось у колхозниц в сундуках. Во 2-й половине XX века в деревне действовала молочно-товарная ферма.
После упразднения Рублинского сельсовета Аношинка вошла в состав Друженского сельсовета. 

## Население
| 1866 | 1926 | 1979 | 2002 | 2010 |
| ---- | ---- | ---- | ---- | ---- |
| 74   | ↗208 | ↘85  | ↘60  | ↘47  |